# Lorenzo Baldisseri
Lorenzo Baldisseri (Barga, 29 september 1940) is een Italiaans geestelijke  en kardinaal van de Rooms-Katholieke Kerk.
Baldisseri werd op 29 juni 1963 priester gewijd. Hij studeerde aan de Pauselijke Lateraanse Universiteit en de universiteit van Perugia. In 1973 trad hij in dienst bij de diplomatieke dienst van de Heilige Stoel, waar hij werkzaam was in El Salvador, Guatemala, Japan, Brazilië, Paraguay, Frankrijk en Zimbabwe.
Op 15 januari 1992 werd Baldisseri benoemd tot titulair aartsbisschop van Diocletiana. Zijn bisschopswijding vond plaats op 7 maart 1992. Hij was daarna werkzaam als apostolisch nuntius in Haïti (1992-1995), Paraguay (1995-1999), India en Nepal (1999-2002), en Brazilië (2002-2012).
Op 11 januari 2012 werd Baldisseri benoemd tot secretaris van de Congregatie voor de Bisschoppen. Traditioneel is deze secretaris ook secretaris van het College van Kardinalen. Op 7 maart 2012 werd hij als zodanig benoemd. Baldisseri was in deze functie secretaris tijdens het conclaaf van 2013.
Op 21 september 2013 werd Baldisseri benoemd tot secretaris-generaal van de Synode van Bisschoppen. Hij was de opvolger van aartsbisschop Nikola Eterović, die op dezelfde datum benoemd was tot apostolisch nuntius voor Duitsland. Baldisseri legde zijn functie als secretaris van de Congregatie voor de Bisschoppen neer; hij bleef tot 28 januari 2014 nog wel secretaris van het College van Kardinalen.
Baldisseri werd tijdens het consistorie van 22 februari 2014 kardinaal gecreëerd. Hij kreeg de rang van kardinaal-diaken. Zijn titeldiakonie werd de Sant'Anselmo all'Aventino.
Baldisseri ging op 15 september 2020 met emeritaat.
Op 29 september 2020 verloor Baldisseri - in verband met het bereiken van de 80-jarige leeftijd - het recht om deel te nemen aan een toekomstig conclaaf.
Op 1 juli 2024 werd Baldisseri bevorderd tot kardinaal-priester. Zijn titeldiakonie werd tevens zijn titelkerk pro hac vice.
- Gemeinsame Normdatei: 1057940259
- International Standard Name Identifier: 0000 0000 2459 9063
- Library of Congress Control Number: n79029412
- Nationale Bibliotheek van Tsjechië: xx0237722
- Nationale Bibliotheek van Polen: a0000002852256
- Nederlandse Thesaurus van Auteursnamen: 068195958
- Réseau des bibliothèques de Suisse occidentale: 02-A002963083
- Istituto Centrale per il Catalogo Unico: MILV111099
- Système universitaire de documentation: 162435991
- Virtual International Authority File: 28345194
- WorldCat: E39PBJmtxbXgyX4D8QPWj3DjG3